# Center for Public Integrity
Center for Public Integrity (CPI), «Центр за цілісність суспільства» — американська некомерційна організація, що займається журналістськими розслідуваннями. Заснована в 1989 Чарльзом Льюїсом. Нагороджена премією Джорджа Полка. Завданням організація називає «викриття випадків зловживання владою, корупції та порушення службового обов'язку впливовими державними установами та приватними організаціями». Має більше 50 співробітників, є одним з найбільших некомерційних, неполітичних дослідних центрів в Америці.
Організація позиціює себе як незалежну від партій і таку, що не веде пропаганди.
CPI публікує звіти розслідувань на своєму вебсайті та в засобах масової інформації в США і по всьому світу. У 2004 році книга The Buying of the President була три місяці у списку бестселерів the New York Times.

## Ідеологія
У 2012 Редакції The New York Times описала CPI як «безпартійну сторожову групу».
У ставленні до історії в лютому 1996 року CPI характеризувався як «ліберальна група», пишуть Los Angeles Times і The New York Times. Fairness Accuracy and описав CPI як «прогресивний». Даний розслідувальний центр описує себе як «суворо безпартійний».

## Розслідування
У першій доповіді CPI, «Frontline Trade Official Officers», повідомляється, що майже половина посадових осіб з Білого дому, що вивчалися протягом п'ятнадцятирічного періоду, стала лобістами в інших країнах або в закордонних корпораціях після виходу на пенсію. За словами Льюїса, це «спровокувало постанову Міністерства юстиції, звіт Головного управління бухгалтерського обліку, слухання в Конгресі, а також це було згадано чотирма кандидатами в президенти в 1992 році і частково відповідало за розпорядження президента в січні 1993 року президентом Клінтоном, встановивши довічну заборону на іноземне лобіювання посадовими особами Білого дому».

### Fat Cat Hotel (готель «Жирний кіт», англ.) 1996
У 1996 році CPI опублікувала звіт під назвою Fat Cat Hotel: «Як демократичні хай-ролери отримують винагороду за ніч у Білому домі». Цей звіт, написаний Маргарет Ебрагім, отримав нагороду від Товариства професійних журналістів. У доповіді розглядалася зв'язок між ночівлями в спальні Лінкольна під час президентства Клінтона та фінансовими внесками в Демократичну партію, а також кампанією переобрання Клінтона.

### Windfalls of War (Несподіваний дохід від війни, англ.) 2003
У 2003 році CPI опублікував «Windfalls of War», в якому стверджується, що внесок у кампанію Джорджа Буша вплинув на розподіл контрактів на реконструкцію в Афганістані та в Іраку. Поліція заявляє, що через статистично незначний коефіцієнт кореляції між пожертвами кампанії і виграшними контрактами «у CPI немає доказів, що підтверджують його твердження».

### LobbyWatch 2005
Перші звіти CPI про LobbyWatch були опубліковані в 2005 році. В опублікованій у січні 2005 року публікації під назвою «Pushing Prescriptions», з'ясувалося, що найбільші фармацевтичні компанії витрачали 675 мільйонів доларів протягом семи років на своє лобіювання.

### Хто стоїть за фінансовою кризою? 2009
Доповідь CPI «Хто стоїть за фінансовою кризою?», яка розглядає корені світової фінансової кризи, була показана в багатьох ЗМІ, внаслідок чого журнал Columbia Journalism Review запитав: «Чому це не газета чи журнал?»

### Tobacco Underground 2010
«Тютюновий андерграунд», проект, що триває і зараз, з відстеження глобальної торгівлі контрабандними сигаретами, підготовлений Міжнародним консорціумом журналістів-кореспондентів CPI, був відзначений престижною нагородою Реннера за звітність про злочини, отриману від журналістів-репортерів і редакторів IRE. Проект «Тютюновий андеграунд» фінансувався Школою охорони здоров'я Джона Хопкінса Блумберга. Це спільний проект між Міжнародним консорціумом журналістів-розслідувачів (ICIJ), Центром за цілісність суспільства та Проектом розслідування корупції та організованої злочинності (OCCRP) з журналістами в Боснії і Герцеговині, Румунії, Росії та Україні. У ньому також взяли участь журналісти з Бразилії, Бельгії, Канади, Китаю, Італії, Парагваю та Великої Британії. Розслідування виграло премію заморського прес-клубу і репортерів-розслідувачів та редакційну нагороду Тома Реннера за звітність про злочини.

### Сексуальний напад у студентському містечку 2010
У 2010 році CPI встановив партнерські відносини з Національним громадським радіо для публікації статті «Сексуальне насильство в університетському містечку», в якій повідомляється про невдалі спроби коледжів та урядових установ щодо запобігання сексуальним посяганням та розслідування випадків сексуального насильства.

### Секретність для продажу: офшорні рахунки з 2013 року по теперішній час
У 2013 році Міжнародний консорціум журналістів-розслідувачів опублікував результати 15-місячного розслідування на основі 260 гігабайт даних про володіння таємними офшорними банківськими рахунками. Ці дані були отримані Джерардом Райлом в результаті його розслідування скандалу з вогневої міццю. ICIJ співпрацювала з Guardian, BBC, Le Monde, Washington Post, SonntagsZeitung, Süddeutsche Zeitung і NDR для випуску серіалів про розслідування в офшорних банках. ICIJ і агентства-партнери використовували інформацію про володіння засобами, щоб повідомляти про корупцію уряду у всьому світі і схемах ухилення від податків, що використовуються багатими людьми.

## Міжнародний консорціум журналістів-розслідувачів
International Consortium of Investigative Journalists (ICIJ), «Міжнародний консорціум журналістів-розслідувачів» — один з проектів Center for Public Integrity (CPI). Створений в 1997 році. До складу ICIJ входять 160 відомих журналістів з різних країн. Для різних розслідувань ICIJ залучає журналістів та експертів з усього світу (більше 80 для Offshore leaks). Раз на два роки ICIJ вручає премію імені Деніела Перла за видатні міжнародні журналістські розслідування (Daniel Pearl Award for Outstanding International Investigative Reporting). Директором з 2011 по даний час є Джерард Райл.